# Fantino (Repubblica Dominicana)
Fantino è un comune della Repubblica Dominicana di 22.675 abitanti, situato nella Provincia di Sánchez Ramírez.